# Scene

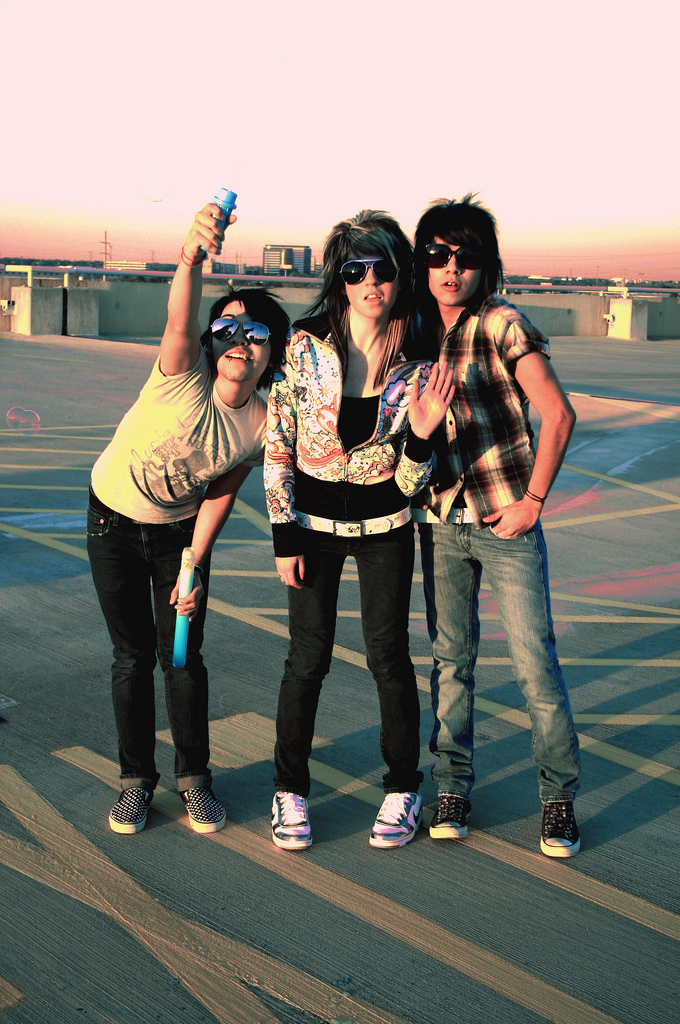
Membros da subcultura scene em 2008

A subcultura scene é uma subcultura jovem que surgiu nos Estados Unidos e no Reino Unido durante o início dos anos 2000. A subcultura se tornou popular entre os adolescentes de meados dos anos 2000 ao início dos anos 2010. Os membros da subcultura scene são chamados de  scene kids, trendies, ou scenesters. A moda scene consiste em jeans skinny, roupas de cores vivas, um penteado característico que consiste em cabelos lisos e com longas franjas cobrindo a testa e tintura de cabelo de cores brilhantes. Os gêneros musicais associados à subcultura scene incluem post-hardcore, metalcore, crunkcore, deathcore, música eletrônica e pop punk.
Do final dos anos 2000 até meados dos anos 2010, a moda scene ganhou popularidade entre os adolescentes e a música associada à subcultura alcançou sucesso comercial tanto no underground quanto no mainstream. Grupos como Bring Me the Horizon, Asking Alexandria, Pierce the Veil, Metro Station e Twenty One Pilots atraíram a atenção do público, embora ainda estivessem ligados à subcultura scene. No final dos anos 2010, a subcultura scene perdeu popularidade. A subcultura scene foi bastante confundida com o emo.

## História

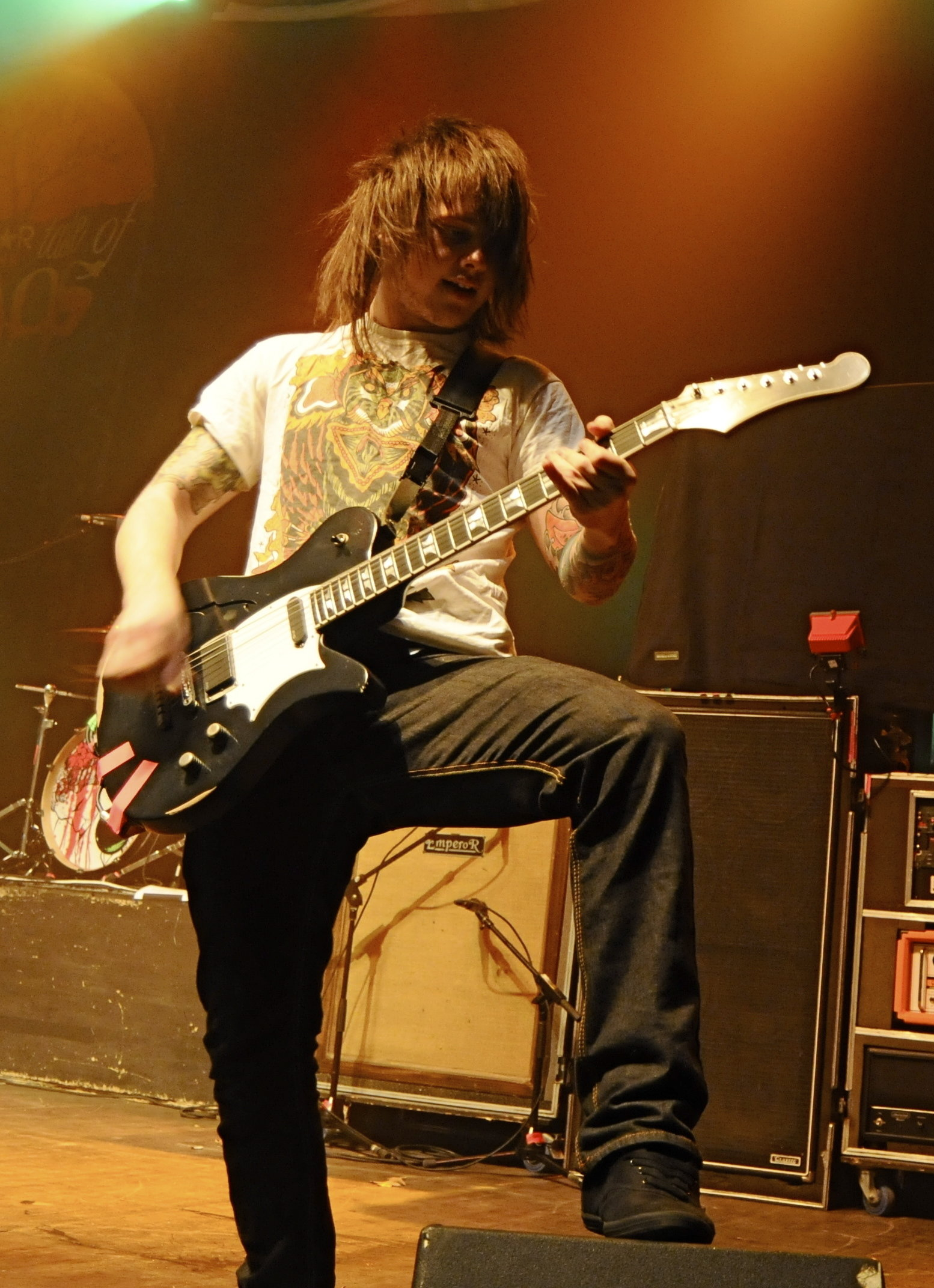
Lee Malia, do Bring me the Horizon em 2007

A subcultura emergiu no Reino Unido durante meados dos anos 2000 após a exposição mainstream da subcultura emo, indie pop, pop punk e hip-hop, e rapidamente se espalhou para a América e Austrália. A subcultura scene é considerada por alguns como desenvolvida diretamente a partir da subcultura emo e, portanto, as duas são frequentemente comparadas. Em meados dos anos 2000, os membros da subcultura britânica e americana se inspiraram na scene musical deathcore. Em um artigo de 2005 do Phoenix New Times, o escritor Chelsea Mueller descreveu a aparição da banda Job for a Cowboy (uma banda que era deathcore na época) ao escrever que a banda "pode se parecer com cenários com cortes de cabelo emo desgrenhados e calças justas, e pode zombar de grandes nomes do metal, mas esta banda de death metal é real. "Mueller descreveu Job for a Cowboy como" cinco caras em jeans femininos e camisetas justas de banda ". Outro grupo de deathcore precoce popular entre os membros da subcultura scene é Bring Me the Horizon.
O festival de música Warped Tour se tornou popular entre os membros da subcultura scene durante os anos 2000. Artistas associados com a subcultura costumavam tocar no festival.
Bandas influenciadas por crunkcore, electropop e música de dança eletrônica ganharam popularidade entre os garotos scene entre meados e o final dos anos 2000, incluindo Cobra Starship e 3OH! 3. Blood on the Dance Floor se tornou especialmente popular, depois que Jayy Von Monroe entrou como vocalista em 2009.
Durante o final dos anos 2000, subculturas semelhantes surgiram na Ásia e na América Latina, incluindo o Shamate na China, os Floggers na Argentina, os Coloridos do Brasil e os Pokémon no Chile. Como seus colegas britânicos e americanos, esses garotos scene usavam roupas de cores vivas, cabelos grandes andróginos e delineador, e se identificavam com a cena emo pop, indie rock, rap e EDM.
Por volta de 2013, a subcultura viu um declínio em popularidade. A Warped Tour teve seu último show em 2019, após ser executada anualmente desde 1995.
No entanto, desde 2019, houve vários movimentos solicitando o retorno da subcultura, como o #20ninescene (2019) e o "Rawring 20s" (década de 2020), para citar alguns. Além disso, sites baseados no MySpace como FriendProject , que mantém o design inicial do MySpace, ganharam popularidade entre os adolescentes.